# Altofonte
Altofonte é uma comuna italiana da região da Sicília, província de Palermo, com cerca de 9.326 habitantes. Estende-se por uma área de 35 km², tendo uma densidade populacional de 262 hab/km². Faz fronteira com Belmonte Mezzagno, Monreale, Palermo, Piana degli Albanesi, Santa Cristina Gela.

## Demografia
| Variação demográfica do município entre 1861 e 2011                               |
|                                                                                   |
| Fonte: Istituto Nazionale di Statistica (ISTAT) - Elaboração gráfica da Wikipedia |